# Ditaxis (djur)
Ditaxis är ett släkte av insekter. Ditaxis ingår i familjen fångsländor.
Kladogram enligt Catalogue of Life:
| Ditaxis | \| \| Ditaxis biseriata \| \| \| \| \| \| Ditaxis meridiei \| \| \| \| |
|         | \| \| Ditaxis biseriata \| \| \| \| \| \| Ditaxis meridiei \| \| \| \| |
|         | Ditaxis biseriata                                                      |
|         |                                                                        |
|         | Ditaxis meridiei                                                       |
|         |                                                                        |